# NGC 1712
NGC 1712, còn được gọi là GC 942, JH 2685 và Dunlop 112 là một cụm sao mở trong chòm sao Kiếm Ngư. Nó tương đối nhỏ và nằm bên trong Đám mây Magellan Lớn. NGC 1712 ban đầu được phát hiện vào năm 1826 bởi James Dunlop, mặc dù Herschel đã khám phá lại nó vào năm 1834. Chín ngôi sao biến quang đã được phát hiện trong đó cho đến nay, với ba ngôi sao bị nghi ngờ là hệ đôi.